# 욜란다 라모스
욜란다 라모스(Yolanda Ramos, 1968년 9월 4일 ~ )는 스페인의 배우이다.

## 출연 작품
- 나우 오어 네버 (2015)
- 카르미나 그리고 아멘  (2014)
- 귀향 (2006)